# 高砂芝麻蝸牛
高砂芝麻蝸牛（学名：Diplommatina hungerfordiana）为芝麻蝸牛科芝麻蝸牛屬下的一个种。该物种主要分布於臺灣全島的基隆等地。該物種的學名來自於採集者R. Hungerford的姓氏。